# Райс Агейнст
Райс Агейнст е американска пънк-рок група, основана в град Чикаго през 1999 година.

## История
Началото е поставено от басистът Джо Принсип(от група 88 Fingers Louie), който предлага на Тим Маклрат да започнат работа по-съвместни музикални проекти към традиционалния хардкор рок. Други двама музиканти от 88 Fingers Дан Прецишън(китара) и барабанистът Брандън Барнес.
Групата подписва договор за издаване на първия албум през 2001 с Фат Урек. През същата година, групата напуска Дан Прецишън, на негово място пристига Тод Мохний.
Членове на групата са активни защитници на животните и членове на ПЕТА.

## Членова на бандата
| Настоящи членове - Тим Макилрат – вокал - Зак Блеър – китарист, беквокал - Джо Принсип – бас, беквокал - Брандън Барнес – барабани | Формиращи членове - Дан Улекински – главен китарист, беквокал - Кевин Уайт – главен китарист, беквокал - Тод Мохний – главен китарист, беквокал - Крис Кассе – главен китарист, беквокал - Тони Тинтари – барабани - Дан Лумней – барабани |

## Дискография
- The Unraveling (2001)
- Revolutions per Minute (2003)
- Siren Song of the Counter Culture (2004)
- The Sufferer & the Witness (2006)
- Appeal to Reason (2008)
- Endgame (2011)
- The Black Market (2014)

1. ↑  История на Райс Агейнст